# Begonia vermeulenii
Espèce
Begonia vermeulenii est une espèce de plantes de la famille des Begoniaceae.
Elle a été décrite en 2011 par Daniel C. Thomas.